# Tobot
Tobot (변신자동차 또봇) è una serie animata fantascientifica sudcoreana di Dahl Lee del 2010. In Italia è stata trasmessa su K2 dal 10 aprile 2017 al 15 dicembre 2018 interrompendosi all'episodio 58, corrispondente al finale della seconda stagione.

## Trama
Dei robot chiamati Tobot salvano la città dal malvagio Diluk e i motociclisti Bikerbot.

## Personaggi
- Ryan Char: è un ragazzino che ha il possesso di Tobot X è il fratello di Kory Ha gli occhi verdi e i capelli castani.

Doppiato da: Alessio Puccio (ed. italiana)
- Kory Char: è il fratello di Ryan ha il possesso di Tobot Y Ha gli occhi verdi e i capelli castani.

Doppiato da: George Castiglia (ed. italiana)
- Franklyn Char: è il padre di Ryan e Kory.

Doppiato da: Edoardo Nordio (ed. italiana)
- Limo Kwon: è il padre di Dylan.

Doppiato da: Stefano Onofri (ed. italiana)
- Tobot X: è il Tobot di Ryan.

Doppiato da: Gino Manfredi (prima stagione), Gabriele Sabatini (seconda stagione) (ed. italiana)
- Tobot Y: è il Tobot di Kory.

Doppiato da: Massimo Aresu (ed. italiana)
- Dolly Park: è una ragazzina amica di Kory e Ryan partner più avanti nella serie di Tobot D.

Doppiata da: Benedetta Gravina (ed. italiana)
- Diluk Oktavius:

È un subordinato di una donna cattiva.
Doppiato da: Luigi Ferraro (ed. italiana)
- Dylan Kwon:

È il figlio adottivo del dottor Kwon.
Doppiato da: Alessio De Filippis (ed. italiana)
- Tobot Z: è il Tobot di Dylan.
- Hera Oh: è una agente di polizia partner di Tobot C.

Doppiata da: Maura Cenciarelli (ed. italiana)
- Tobot C: è il Tobot di Hera.
- Tobot D: è il Tobot di Dolly.
- Tobot W: è il Tobot di Nathan.

Doppiato da: Carlo Scipioni (ed. italiana)
- Nathan Dokgo: è un ragazzino partner di Tobot W.
- Timmy Dokgo: è un ragazzino fratellino di Nathan.
- Acnee/Sora Wang: è la nuova antagonista. Ha ridotto Seoul in rovina, ma è morta quando il suo robot si è rotto.

Doppiata da: Giò Rapattoni (ed. italiana)
- Asher: è un ragazzino vicino di casa insieme alla sua sorellastra Lila nella stagione 2.
- Lila: è una ragazzina vicina di casa insieme al suo fratellastro Asher nella stagione 2.
- Bikerbot A: è uno dei servi di Diluk.

Doppiato da: Alessandro Budroni (ed. italiana)
- Bikerbot B: è uno dei servi di Diluk.

Doppiato da: Emiliano Reggente (ed. italiana)
- Bikerbot C: è uno dei servi di Diluk.

Doppiato da: Massimo Triggiani (ed. italiana)
- Tom Fuse: è il nuovo antagonista. È il cugino più giovane di Wang So-ra. Ha messo la droga nel cibo dei bambini per schiavizzarli, ma è morto quando il ristorante da lui costruito è esploso.
- Angela: è una donna cattiva che ama i soldi. Ha finito per lavorare sotto il regista Lee.

## Episodi

### Prima stagione
| Nº | Titolo italiano                    | In onda    | In onda        |
| Nº | Titolo italiano                    | Coreano    | Italiano       |
| 1  | Due ragazzi, due robot             | marzo 2010 | 10 aprile 2017 |
| 2  | Strade e banditi                   | -          | 11 aprile 2017 |
| 3  | La strada sbagliata                | -          | 12 aprile 2017 |
| 4  | Svolta a sorpresa                  | -          | 13 aprile 2017 |
| 5  | Gemelli in turbo                   | -          | 17 aprile 2017 |
| 6  | Segnali e scorciatoie              | -          | 18 aprile 2017 |
| 7  | Toccata e fuga                     | -          | 19 aprile 2017 |
| 8  | La mania dei robot                 | -          | 20 aprile 2017 |
| 9  | Nuove conoscenze e vecchie minacce | -          | 24 aprile 2017 |
| 10 | Batteria scarica                   | -          | 25 aprile 2017 |
| 11 | Il complotto rivelato              | -          | 26 aprile 2017 |
| 12 | Assi e alleanze                    | -          | 27 aprile 2017 |
| 13 | Rifornimento di vanagloria         | -          | 1º maggio 2017 |
| 14 | Il genio dei computer              | -          | 2 maggio 2017  |
| 15 | Segreti e verità                   | -          | 3 maggio 2017  |
| 16 | Nuovi amici, nuovi poteri          | -          | 4 maggio 2017  |
| 17 | Missione a quattro zampe           | -          | 8 maggio 2017  |
| 18 | Gara di velocità                   | -          | 9 maggio 2017  |
| 19 | Ammaccature e deviazioni           | -          | 10 maggio 2017 |
| 20 | Tre corpi, una mente               | -          | 11 maggio 2017 |
| 21 | Spazzole e motociclisti            | -          | 15 maggio 2017 |
| 22 | Diesel e trappole                  | -          | 16 maggio 2017 |
| 23 | Nostalgia di casa                  | -          | 17 maggio 2017 |
| 24 | Il potere dell'amicizia            | -          | 18 maggio 2017 |
| 25 | Rottami e auto fiammanti           | -          | 22 maggio 2017 |
| 26 | Via al voto!                       | -          | 23 maggio 2017 |
| 27 | Alla ricerca di un pilota          | -          | 24 maggio 2017 |
| 28 | La furia del Raptorbot             | -          | 25 maggio 2017 |

### Seconda stagione
| Nº | Titolo italiano                | In onda | In onda           |
| Nº | Titolo italiano                | Coreano | Italiano          |
| 1  | Un tuffo nel passato           | -       | 5 marzo 2018      |
| 2  | Inganno a quattro ruote        | -       | 6 marzo 2018      |
| 3  | Insidiose manomissioni         | -       | 7 marzo 2018      |
| 4  | Fiamme e punti ciechi          | -       | 8 marzo 2018      |
| 5  | Strategie fuorvianti           | -       | 12 marzo 2018     |
| 6  | Barriere infrante              | -       | 13 marzo 2018     |
| 7  | La conquista della città       | -       | 14 marzo 2018     |
| 8  | L'unione fa la forza           | -       | 15 marzo 2018     |
| 9  | Strani vicini                  | -       | 19 marzo 2018     |
| 10 | Topi e traslochi               | -       | 20 marzo 2018     |
| 11 | Noodle piccanti                | -       | 21 marzo 2018     |
| 12 | Giochi di strategia            | -       | 22 marzo 2018     |
| 13 | Divisioni e travestimenti      | -       | 26 marzo 2018     |
| 14 | Tutti contro tutti             | -       | 27 marzo 2018     |
| 15 | Vecchi amici, nuovi modelli    | -       | 28 marzo 2018     |
| 16 | Decolli e atterraggi           | -       | 8 settembre 2018  |
| 17 | Una mamma in pericolo          | -       | 15 settembre 2018 |
| 18 | Dolly la giornalista           | -       | 22 settembre 2018 |
| 19 | La fabbrica infestata          | -       | 29 settembre 2018 |
| 20 | Il genio di Diluk              | -       | 6 ottobre 2018    |
| 21 | Destinazione "D"               | -       | 13 ottobre 2018   |
| 22 | Cinghie e impronte             | -       | 20 ottobre 2018   |
| 23 | Trasformazione totale          | -       | 27 ottobre 2018   |
| 24 | Fuoco e fiamme                 | -       | 3 novembre 2018   |
| 25 | Una brillante disfatta         | -       | 10 novembre 2018  |
| 26 | Mossa sbagliata, voce corretta | -       | 17 novembre 2018  |
| 27 | Il nuovo leader                | -       | 24 novembre 2018  |
| 28 | La fuga di Neon                | -       | 1º dicembre 2018  |
| 29 | Trame e piloti                 | -       | 8 dicembre 2018   |
| 30 | La fuga finale                 | -       | 15 dicembre 2018  |

## Doppiaggio
L'edizione italiana è stata curata da Mariagrazia Boccardo e Giuseppe Chiummiento per la prima stagione. La serie animata viene doppiata presso lo studio di doppiaggio Beep Studios sotto la direzione di Fabrizio Mazzotta, con l'assistenza di Lavinia Algranati. I dialoghi sono curati dalla società Il Pentagramma, mentre il mixing è ad opera di Massimo Franceschina (prima stagione) e Simone Cerroni (seconda stagione).

## Produzione
I Tobot sono stati venduti nei negozi Toy.